# 尼布利 (犹他州)
尼布利（英語：Nibley）是美国犹他州卡什县下属的一座城市。建市于1855年，面积大约为4.03平方英里（10.4平方公里），海拔约为4,554英尺（1,388米）。根据2010年美国人口普查，该市有人口5,438人。